# Pertinentiv
Der Pertinentiv, auch emphatischer Genitiv, ist die Bezeichnung eines Kasus, der in den tyrsenischen Sprachen (Etruskisch, Lemnisch, Rätisch) verwendet wurde. Es handelt sich dabei um einen Lokativ zum Genitiv. Dieser Kasus hat die Funktion, ein Objekt oder ein Individuum sowohl örtlich („im Bereich von X“) als auch zeitlich („zur Zeit von X“) zuzuordnen.
Der Ausdruck Pertinentiv wurde erstmals vom Etruskologen Helmut Rix im Jahre 1984 verwendet. Einige Forscher betrachten den Pertinentiv als Dativ oder als Untergruppe des Lokativs.

## Bildung
Der Pertinentiv wird gebildet, indem zur Genitivform (auf -s bzw. -l) die Endung des Lokativs (-i) angefügt wird. Entsprechend den zwei Genitiven im Etruskischen gibt es zwei Pertinentive.
|     | Gen.  | Pert.  | Urform |
| I.  | -(V)s | -(V)si | *-si-i |
| II. | -(V)l | -(V)le | *-la-i |

## Beispiele
- Etruskisch: zilc-i vel-us-i hulχnie-s-i „in der Prätur, in der des Vel Hulχnie“ [Ta 5.4][6]
- Lemnisch: holaie-s-i : φokiaσi-al-e : serona-i-θ „in der des Holaie Φokiaσi serona-(Amts-)Zeit“ [Stele von Lemnos][7]
- Rätisch: φelurie-s-i : φelvinu-al-e uφiku [NO-3][8][9]